# Shaft (studio)
Pour les articles homonymes, voir Shaft.
Shaft, Inc. (有限会社シャフト, Yūgen gaisha Shafuto) est un studio d'animation japonais fondé en septembre 1975 par Hiroshi Wakao.

## Historique
Hiroshi Wakao, ancien de Mushi Production, crée en septembre 1975 le studio Shaft, qui s'occupe dans un premier temps de finition et de coloration. Le studio va alors sous-traiter pour de nombreux studios comme Tatsunoko (Time bokan), Group TAC (Hiatari Ryō kō), Shin'ei Dōga (les films Doreamon), Studio Pierrot (Urusei Yatsura - Only you) ou encore Toei animation (Little Twins). 
La première véritable série du studio est Juuni Senshi Bakuretsu Eto Ranger, une série pour enfant de 39 épisodes sortie en 1995. Jusqu'au tout début des années 2000, le studio va rester sur le créneau des animes pour enfant comme Dotto! Koni-chan (ja) tout en continuant à sous-traiter pour d'autres studios comme Triangle staff (Boy, Niea_7), AIC (Battle Athletes Victory) et Madhouse (Sakura Wars TV, Boogiepop Phantom)
À partir de 2001, le studio va multiplier les coproductions avec d'autres studios comme TNK mais surtout Gainax, sur la série des Mahoromatic (2001 - 2003), This Ugly Yet Beautiful World (2004) et He is my master (2005). Cette collaboration avec le célèbre studio va permettre à Shaft de gagner en popularité.  
L'année 2004 est importante pour le studio car elle voit le départ de Hiroshi Wakao qui laisse sa place de président à Mitsutoshi Kubota et voit le début de la collaboration avec le réalisateur Akiyuki Shinbo. Connu pour avoir notamment réalisé Starship Girl Yamamoto Yohko, Akiyuki Shinbo réalise sa première série pour le studio, Tsukiyomi Moon Phase, en octobre 2004. Mais ce n'est véritablement qu'avec sa deuxième série, Pani Poni Dash! en 2005 qu'il va pouvoir réellement développer son style, déjanté et décousu. À partir de fin 2006, il réalise la quasi-intégralité des productions du studio qui produit alors des séries qui commencent à faire la réputation du studio comme Sayonara Zetsubō Sensei, Negima!? ou Ef - a tale of memories. Cette dernière étant réalisée par un protégé de Shinbo, Shin Oonuma. Mais c'est à partir de 2009-2011 que le studio connaît l'apogée de sa popularité grâce à la production de Bakemonogatari et de Puella Magi Madoka Magica, 2 des œuvres les plus rentables et emblématiques du studio (En 2015, une série d'expositions fêtant le 40e anniversaire du studio, nommée Madogatari, contraction du nom de ces 2 séries se tient en plusieurs lieu du Japon incluant Tokyo, Osaka, Nagoya et Sapporo).

## Production
Source : 

### Série télévisée
- Juuni Senshi Bakuretsu Eto Ranger (39 épisodes) (avril 1995 - janvier 1996)
- Sakura Tsuushin (12 épisodes, d'abord sorti en OAV l'année précédente) (novembre 1998 - septembre 1999)
- Dotto! Koni-chan (26 épisodes) (novembre 2000 - mai 2001)
- Mahoromatic (12 épisodes) (octobre 2001 - décembre 2001) (avec Gainax)
- G-On Riders (14 épisodes) (juillet 2002 - octobre 2002) (avec TNK)
- Mahoromatic: Motto Utsukushii Mono (saison 2) (14 épisodes) (septembre 2002 - janvier 2003) (avec Gainax)
- Mahoromatic: Summer Special (1 TV spécial) (15 août 2003) (avec Gainax)
- Popotan (12 épisodes) (juillet 2003 - octobre 2003)
- This Ugly Yet Beautiful World (12 épisodes) (avril 2004 - juin 2004)  (avec Gainax)
- Tsukuyomi -Moon Phase- (26 épisodes) (octobre 2004 - mars 2005)
- He Is My Master (12 épisodes) (avril 2005 - juin 2005) (avec Gainax)
- Pani Poni Dash! (26 épisodes) (juillet 2005 - décembre 2005)
- Rec (10 épisodes de 10 min) (février 2006 - mars 2006)
- Negima!? (26 épisodes) (octobre 2006 - mars 2007)
- Hidamari Sketch (12 épisodes) (janvier 2007 - mars 2007)
- Sayonara Monsieur Désespoir (12 épisodes) (juillet 2007 - septembre 2007)
- Ef: A Tale of Memories (12 épisodes) (octobre 2007 - décembre 2007)
- Sayonara Monsieur Désespoir (saison 2) (13 épisodes) (janvier 2008 - mars 2008)
- Hidamari Sketch × 365 (saison 2) (14 épisodes) (juillet 2008 - septembre 2008)
- Ef: A Tale of Melodies (saison 2) (12 épisodes) (octobre 2008 - décembre 2008)
- Maria Holic (12 épisodes) (janvier 2009 - mars 2009)
- Natsu no Arashi! (13 épisodes) (avril 2009 - juin 2009)
- Bakemonogatari (15 épisodes) (juillet 2009 - juin 2010)
- Sayonara Monsieur Désespoir (saison 3) (13 épisodes) (juillet 2009 - septembre 2009)
- Natsu no arashi! Akinai chū (saison 2) (13 épisodes) (octobre 2009 - décembre 2009)
- Dance in the Vampire Bund (12 épisodes) (janvier 2010 - mars 2010)
- Hidamari Sketch × Hoshimittsu (saison 3) (12 épisodes) (janvier 2010 - mars 2010)
- Arakawa Under the Bridge (13 épisodes) (avril 2010 - juin 2010)
- Arakawa Under the Bridge (saison 2) (13 épisodes) (octobre 2010 - décembre 2010)
- Soredemo Machi wa Mawatteiru (12 épisodes) (octobre 2010 - décembre 2010)
- Puella Magi Madoka Magica (12 épisodes) (janvier 2011 - avril 2011)
- Maria Holic: Alive (saison 2) (12 épisodes) (avril 2011 - juin 2011)
- Denpa Onna to Seishun Otoko (12 épisodes) (avril 2011 - juin 2011)
- Nisemonogatari (11 épisodes) (janvier 2012 - mars 2012)
- Hidamari Sketch × Honeycomb (saison 4) (12 épisodes) (octobre 2012 - décembre 2012)
- Sasami-san@Ganbaranai (12 épisodes) (janvier 2013 - mars 2013)
- Nekomonogatari (Noir) (4 épisodes) (décembre 2012)
- Monogatari Seconde saison (26 épisodes) (juillet 2013 - décembre 2013)
- Nisekoi (20 épisodes) (janvier 2014 - mai 2014)
- Mekaku City Actors (12 épisodes) (avril 2014 - juin 2014)
- Hanamonogatari (5 épisodes) (août 2014)
- Tsukimonogatari (4 épisodes) (décembre 2014)
- Kōfuku Graffiti (12 épisodes) (janvier 2015 - mars 2015)
- Nisekoi: (saison 2) (12 épisodes) (avril 2015 - juin 2015)
- Owarimonogatari (12 épisodes) (octobre 2015 - décembre 2015)
- March Comes in like a Lion (22 épisodes) (octobre 2016 - mars 2017)
- Owarimonogatari (saison 2) (juillet 2017)
- March Comes in like a Lion (saison 2) (octobre 2017)
- Fate/Extra Last Encore (13 épisodes) (janvier 2018 - aout 2018)
- RWBY: Ice Queendom (12 épisodes) (juillet 2022 - septembre 2022)
- Monogatari Series : Off & Monster Season (juillet 2024 - octobre 2024)
- A Ninja and an Assassin Under One Roof (avril 2025 - juin 2025 )[3]

### Films
- Kino no Tabi (avril 2007)
- Mahō Sensei Negima! Anime Final (août 2011)
- Puella Magi Madoka Magica Le Film: Partie 1 - Beginnings (octobre 2012)
- Puella Magi Madoka Magica Le Film: Partie 2 - Eternal (octobre 2012)
- Puella Magi Madoka Magica Le Film: Partie 3 - Rebellion (octobre 2013)
- Kizumonogatari: Partie 1 - Tekketsu (janvier 2016)
- Kizumonogatari: Partie 2 - Nekketsu (août 2016)
- Kizumonogatari: Partie 3 - Reiketsu (janvier 2017)
- Fireworks, Should We See It from the Side or the Bottom? (août 2017)
- Zoku Owarimonogatari (novembre 2018)
- Pretty boy détective club (avril 2021)

### OAV
- Yume kara, Samenai (1987)
- Arcade Gamer Fubuki (4 OAV) (2001 - 2002)
- Mahō Sensei Negima!: Spring (Haru) (1 OAV) (2006)
- Mahō Sensei Negima!: Summer (Natsu)  (1 OAV) (2006)
- Mahō Sensei Negima!: Shiroki Tsubasa Ala Alba  (3 OAV) (2008 - 2009)
- Goku - Sayonara Zetsubō Sensei (3 OAV) (2008 - 2009)
- Mahō Sensei Negima! : Mō Hitotsu no Sekai (5 OAV) (2009 - 2010)
- Zan - Sayonara Zetsubō Sensei Bangaichi (2 OAV) (2009)
- Katte ni Kaizō (6 OAV) (2011)
- Hidamari Sketch: Sae & Hiro's Graduation Arc (2 OAV) (2013)
- Kubikiri Cycle (8 OAV) (2016 - 2017)